# روستیسلاو واسلاویچک
روستیسلاو واسلاویچک (به چکی: Rostislav Václavíček؛ زادهٔ ۷ دسامبر ۱۹۴۶ – درگذشتهٔ ۷ اوت ۲۰۲۲) بازیکن فوتبال اهل چکسلواکی بود.
از جمله باشگاه‌هایی که وی در آن‌ها بازی کرده‌است، می‌توان به باشگاه فوتبال زبرویوفکا برنو اشاره کرد. وی همچنین یک بار به‌همراه تیم ملی فوتبال چکسلواکی به مقام قهرمانی بازی‌های المپیک تابستانی ۱۹۸۰ رسید.